# Острова Кайман на летних Олимпийских играх 1992
Каймановы острова принимали участие в Летних Олимпийских играх 1992 года в Барселоне (Испания) в четвёртый раз за свою историю, но не завоевали ни одной медали.